# 單色
單色（monochromic）影像是由一種顏色（或是一種顏色的亮度）組成的影像。若影像是用不同層級的灰度表示，會稱為灰度图像或黑白，不過有時也會將同一顏色，不同亮度或彩度組合成的圖形稱為單色。
在科學上的單色光，是指波長分佈範圍很窄的可見光。

## 應用
在影像上的單色一般是指類似黑白或是灰度图像，由同一顏色，不同亮度或彩度組合的圖形，不過有時也會和指其他二種顏色，不同比例的組合，例如綠色和黑色，或是紅色和綠色的組合。也可能是指深褐色（從深棕色到淺褐色）或蓝晒圖的蓝色圖像，或是早期攝影法（如银版摄影法、玻璃乾版照相法或錫版照相法）產生的影像。
在電腦中，單色有二種意思：
- 只有一種顏色，可以點亮，或不點亮（這稱為二值图像）
- 允許此一顏色，配合不同的亮度或彩度

单色显示器可以顯示單一的顏色，多半是綠色、橙黃色或是白色，一般也會包括該顏色不同亮度或彩度下的顏色。
在電影攝影中，单色是指使用黑白底片所拍的影片。最早的攝影都是单色摄影。彩色攝影在十九世紀末就已透過彩色底片（例如柯达克罗姆胶卷）實現，但彩色電影要到1930年代中期才出現。